# Sigit Budiarto
Sigit Budiarto (* 24. November 1975 in Yogyakarta) ist ein ehemaliger indonesischer Badmintonspieler. Er war einer der dominierenden Doppelspieler der 1990er und 2000er Jahre.
Als Herrendoppelspezialist gewann er zahlreiche internationale Titel zwischen 1995 und 2005, die meisten gemeinsam mit Candra Wijaya. Er war Mitglied des siegreichen indonesischen Thomas-Cup-Teams 1998, 2000 und 2002. 1997 wurde er Weltmeister.
Des Weiteren gewann er die Asienmeisterschaft 2004 mit Tri Kusharyanto, die French Open 1995, die Indonesia Open 1997, 2000 und 2001, die Malaysia Open 2001 und 2005, die China 2004 und 2005, die Japan 2001 und die Singapur Open 1997, 1998, 2005 und 2006.
1998 bekam er wegen der Einnahme des anabolen Steroids Nandrolon eine zweijährige Dopingsperre.